# Wilma Lipp
Wilma Lipp (Viena, 26 de abril de 1925-Inning am Ammersee, 26 de enero de 2019) fue una soprano de ópera austríaca.

## Biografía
Wilma Lipp nació en el distrito de Döbling de Viena, hija de un arquitecto de Hietzing, otro distrito de Viena. Desde la edad de 11 años recibió lecciones de canto, al principio con Friedl Sindl y Paola Novikova, más tarde, entre otros, con Toti Dal Monte en Milán y Anna Bahr-Mildenburg en la Academia de Música de Viena. En 1943, a la edad de 17 años, hizo su debut en Viena en el papel de Rosina de El barbero de Sevilla de Rossini, en una representación al aire libre en la Heldenplatz de Viena. El mismo año cantó el papel de Gilda en Rigoletto de Verdi en el Konzerthaus de Viena.
En 1945 fue contratada por la Ópera Estatal de Viena como alumna y más tarde por su coro. Su primer papel fue Kate Pinkerton en Madama Butterfly de Giacomo Puccini. También hizo La novia vendida de Bedřich Smetana, Hansel y Gretel de Engelbert Humperdinck, Las bodas de Fígaro (el papel de Barbarina) de Mozart, Rigoletto (la condesa Ceprano), y Capriccio de Richard Strauss (la cantante italiana). A continuación cantó el Adele de la opereta El murciélago de Johann Strauss II, papel que interpretará con éxito a lo largo de más de veinte años.
La primera representación del papel de la Reina de la Noche de la ópera de Mozart La flauta mágica, una de sus creaciones más legendarias, tuvo lugar el 13 de enero de 1948, bajo la dirección de Josef Krips. Hasta el año 1956, la interpretó 132 veces en la Ópera Estatal de Viena. Josef Krips la dirigió en numerosas ocasiones e incluso fue el pianista acompañando en sus recitales, como en la de 1964 en la Musikverein de Viena.
En 1953 se convirtió, con solo 28 años, en la cantante más joven de la historia de la Ópera Estatal de Viena. Tras la reapertura de este teatro después de la Segunda Guerra Mundial, en 1955, cantó los papeles de Konstanze, la Reina de la Noche, Oscar y Musetta. Son especialmente recordados por su técnica los papeles de Marguerite (Faust), Antonia (Los cuentos de Hoffmann), Nedda (Pagliacci) y Eva (Los maestros cantores de Núremberg). Especialista de Mozart, brilló en los papeles más dramáticos de este compositor, como por ejemplo Pamina (La flauta mágica), la condesa Almaviva (La boda de Fígaro) y Donna Elvira (Don Giovanni).
En la reapertura del Theater an der Wien en 1962, Wilma Lipp cambió de papel en La flauta mágica, para hacer de Pamina en vez de la Reina de la Noche, junto a Nicolai Gedda (Tamino), bajo la dirección de Herbert von Karajan.
En la ópera de Viena apareció unas 1200 veces en el escenario. Además, también se dedicó a dar recitales y a la música sacra. Cantó regularmente en la Musikverein de Viena, así como en Norteamérica y América del Sur.
En 1948 cantó por primera vez en el Festival de Salzburgo, lo hizo en el papel de Konstanze de El rapto en el serrallo de Mozart, bajo la dirección de Josef Krips. Cantó a continuación en el Teatro de La Scala de Milán en 1950 (la Reina de la Noche y Konstanze), la Ópera de París, el Teatro Nacional de Múnich, la Deutsche Oper de Berlín, la Royal Opera House (1950 y 1951), el Festival de Salzburgo, el Festival de Bayreuth (1951, el pájaro del bosque de Sigfrido), el Festival de Bregenz (Annina en Una noche en Venecia de Johann Strauss II) y el Festival de Edimburgo (Konstanze).
En 1950 cantó a Konstanze en la primera grabación completa de la ópera bajo la dirección de Josef Krips. Fue contratada por numerosos teatros de ópera e interpretó Violetta de La traviata de Verdi y el papel principal de Manon de Jules Massenet. En el Gran Teatro del Liceo de Barcelona interpretó en febrero de 1951 La flauta mágica y en enero de 1957 Martha de Friedrich von Flotow.
En 1962 Wilma Lipp hizo su debut en San Francisco haciendo el papel de Micaela en Carmen, y cantando más tarde en el mismo teatro los papeles de Sophie (El caballero de la rosa), Alice Ford (Falstaff) y Nedda en Pagliacci. Cantó también en Bruselas, París, Buenos Aires y Zúrich, en el papel de Lisa de la opereta El país de las sonrisas y Anna Elisa en Paganini, ambas de Franz Lehár.
A comienzos de los años 1970 se fue retirando lentamente de los escenarios. En los últimos años de su carrera actuó en la Ópera Estatal y la Volksoper de Viena, el Festival de Bregenz, la Ópera de Zúrich y el Festival de Salzburgo. Con el papel de Marianne (El caballero de la rosa) se despidió de los escenarios el 5 de junio de 1981, después de casi cuarenta años de actividad, durante el Festival de Salzburgo. En 1982, fue nombrada miembro honorario de la Ópera Estatal de Viena. De los años 1983 y 1984, volvió temporalmente al Festival de Salzburgo (Marianne) y en 1986 al Teatro Regio de Turín.

## Enseñanza
Wilma Lipp dio clases en el Mozarteum de Salzburgo. Entre sus alumnos se encuentran Kathleen Cassello, Birgid Steinberger, Ingrid Habermann, Eva Lind e Iride Martínez. Estas cantantes han brillado particularmente en los papeles de Wilma Lipp. En 1998 fue nombrada profesora emérita.

## Filmografía
- Unsterblicher Mozart – Wilma Lipp canta Die Entführung aus dem Serail, Don Giovanni y La boda de Fígaro
- Das Dreimäderlhaus - Wilma Lipp canta el Ave Maria de Schubert
- Der Kardinal – Wilma Lipp interpreta el papel de una católica en tiempos del nazismo
- Der Rosenkavalier – Festival de Salzburgo 1982, dirección y puesta en escena de Herbert von Karajan
- Wochenschau – Película de posguerra, Wilma Lipp canta Frühlingsstimmenwalzer (Voz de primavera) con motivo de la visita de John F. Kennedy
- Karussell 1967 – Show televisado. Wilma Lipp canta arias de operetas
- The Salzburgo festival – Película de Tony Palmer. Wilma Lipp es entrevistada
- Zeitzeugen - Wege zur Zweiten Republik - Documental de ORF
- 50 Jahre Wiedereröffnung Wiener Staatsoper - Wilma Lipp, Elisabeth Schwarzkopf y Sena Jurinac son las invitadas de honor de la gala del 50.º aniversario de la reapertura de la Ópera de Viena (2005)

## Grabaciones
| Obras                                    | Intérpretes                                                                    | Dirección musical  | Año  |
| ---------------------------------------- | ------------------------------------------------------------------------------ | ------------------ | ---- |
| Joseph Marx, Lieder                      | Lipp, Dermota, Seefried, Auger                                                 | Joseph Marx        | 1952 |
| Capriccio, Strauss                       | Lipp (La chanteuse italienne), Lisa della Casa, Schöffler, Dermota             | Karl Böhm          | 1953 |
| Die Entführung aus dem Serail, Mozart    | Lipp (Konstanze), Ludwig, Loose, Klein, Koreh                                  | Krips              | 1950 |
| Falstaff Verdi                           | Lipp (Nanetta), Fischer, Holm, Cunitz                                          | Suelte             | 1954 |
| Falstaff, Verdi                          | Lipp (Alice Ford), Fischer-Dieskau                                             | Mario Rossi        | 1966 |
| La fille lleva régiment, Donizetti       | Lipp (Marie), Friedrich, Litz                                                  | Schüchter          | 1952 |
| Die Entführung aus dem Serail, Mozart    | Lipp (Konstanze), Wunderlich, Steffek                                          | Hollreiser         | 1962 |
| Die Zauberflöte, Mozart                  | Seefried, Ludwig, Greindl, Lipp (La reina de la noche), Schmitt-Walter, Oravez | Furtwängler        | 1949 |
| Die Zauberflöte, Mozart                  | Seefried, Dermota, Greindl, Lipp (La reina de la noche), Kunz, Oravez          | Furtwängler        | 1951 |
| El elisir de amore, Donizetti            | Lipp (Adina), Dermota                                                          | Krips              | 1953 |
| Die Zauberflöte, Mozart                  | Seefried, Dermota, Weber, Lipp, Kunz, Loose                                    | Karajan            | 1950 |
| Die Zauberflöte, Mozart                  | Güden, Simoneau, Böhme, Lipp, Berry, Loose                                     | Böhm               | 1955 |
| Die Zauberflöte, Mozart                  | Stich-Randall, Schock, Lipp                                                    | Keilberth          | 1953 |
| Die Zauberflöte, Mozart (extractos)      | Lipp (Pamina), Schock, Frick, Kunz                                             | Schüchter          | 1963 |
| Don Giovanni Mozart                      | Waechter, Grümmer, Lipp (Elvira), Scovotti, Evans                              | Schmidt-Isserstedt | 1963 |
| Réquiem (Mozart)                         | Lipp, Höngen, Dickie, Weber                                                    | Horenstein         | 1956 |
| Idomeneo, Mozart                         | Lipp (Ilia), Grümmer, Lewis, Kmentt                                            | Schmidt-Isserstedt | 1964 |
| La boda de Fígaro, Mozart                | Lipp (Comtesse Almaviva), Popp, Kerns, Siepi                                   | Stein              | 1973 |
| Faust Gounod                             | Lipp (Marguerite), Kmentt, Ghiaurov, Sereni, Höngen                            | Prêtre             | 1961 |
| Réquiem (Mozart)                         | Lipp, Rössel-Majdan, Dermota, Berry                                            | Karajan            | 1963 |
| Misa en Do menor, Mozart                 | Lipp, Ludwig, Dickie, Berry                                                    | Grossmann          | 1950 |
| Pasión según Sant Mateu, Bach            | Lipp, Ludwig, Wunderlich, Berry                                                | Böhm               | 1961 |
| Novena Sinfonía, Beethoven               | Lipp, Boese, Wunderlich, Crass                                                 | Klemperer          | 1961 |
| Novena Sinfonía, Beethoven               | Lipp, Dickie, Höffgen, Frick                                                   | Schuricht          | 1956 |
| Novena Sinfonía, Beethoven               | Lipp, Patzak, Höngen, Weber                                                    | Horenstein         | 1950 |
| Un Réquiem alemán, Brahms                | Lipp, Waechter                                                                 | Klemperer          | 1956 |
| Faust (Gounod) Gounod                    | Lipp (Marguerite), Kmentt, Uhde, Waechter, Höngen                              | Prêtre             | 1963 |
| Un Réquiem alemán, Brahms                | Lipp, Crass                                                                    | Sawallisch         | 1965 |
| Los cuentos de Hoffmann, Offenbach       | Lipp (Olympia), Schock, Mödl, Trötschel                                        | Szenkár            | 1953 |
| La bohème, Puccini                       | Eipperle, Lipp (Musetta), Terkal, Poell                                        | Krauss             | 1952 |
| La bohème, Puccini                       | Lipp (Mimi), Anton Dermota                                                     | Krips              | 1965 |
| Orfeo y Eurídice, Gluck                  | Lipp (Euridice), Ludwig, Schädle                                               | Krips              | 1965 |
| Fray Diavolo, Auber                      | Lipp (Zerline), Schock, Pease, Zollenkopf                                      | Schüchter          | 1954 |
| Martha, Flotow                           | Lipp (Lady Harriet), Kmentt, Plümacher                                         | Schüchter          | 1951 |
| Pagliacci, Leoncavallo                   | Lipp (Nedda), Hopf, Pease, Braun                                               | Sawallisch         | 1954 |
| Die Fledermaus, Strauß                   | Güden, Lipp (Adele), Dermota, Patzak                                           | Krauss             | 1950 |
| Die lustigen Weiber von Windsor, Nicolai | Lipp (Fraude Fluth), Rössl-Majdan, Nissen, Schädle, Terkal                     | Schüchter          | 1953 |
| Die Fledermaus, Strauß                   | Scheyrer, Lipp (Adele), Terkal                                                 | Otto Ackermann     | 1959 |
| Die Fledermaus, Strauß                   | Lipp (Rosalinde), Holm, Schock                                                 | Stolz              | 1966 |
| Wiener Blut, Strauß                      | Güden, Lipp (Pepi), Gruber, Schock                                             | Stolz              | 1967 |
| Der Vogelhändler, Zeller (Querschnitt)   | Zadek, Lipp (Christl), Patzak                                                  | Paulik             | 1955 |
| Ein Walzertraum, O. Straus (extractos)   | Schock, Lipp (Franzi)                                                          | Stolz              | 1967 |
| Výleti pánĕ Caldočkovy, Janáček          | Wunderlich, Fehenberger, Lipp                                                  | Keilberth          | 1959 |
| Der Bettelstudent, Millöcker             | Lipp (Laura), Rethy, Rosette Anday, Christ, Waechter                           | Paulik             | 1951 |
| Die lustige Witwe, Lehár                 | Lipp (Hanna), Grundén, Mottl                                                   | Paulik             | 1958 |
| Der Bettelstudent, Millöcker             | Lipp (Laura), Schädle, Töpper, Terkal, Böhme                                   | Schmidt-Boelke     | 1956 |
| Siegfried, Wagner                        | Aldenhoff, Varnay, Lipp (Waldvogel)                                            | Karajan            | 1950 |
| Fidelio, Beethoven                       | Nilsson, Vickers, Lipp (Marzelline), Unger                                     | Karajan            | 1960 |
| Fidelio, Beethoven                       | Nordmo Løvberg, Lipp (Marzelline), Dickie                                      | Karajan            | 1961 |
| Faust, Gounod                            | Lipp (Marguerite), Domingo, Siepi, Sereni                                      | Märzendorfer       | 1968 |
| Der Rosenkavalier, Strauss (extractos)   | Rysanek, Lipp (Sophie), Seefried, Wunderlich                                   | André Cluytens     | 1966 |
| Der Rosenkavalier, Strauss               | Tomowa-Sintow, Baltsa, Perry, Lipp (Leitmetzerin)                              | Karajan            | 1984 |
| Der Rosenkavalier, Strauss               | Leonie Rysanek, Irmgard Seefried, Lipp (Sophie)                                | Cluytens           | 1966 |
| Gianni Schicchi, Puccini                 | Fischer-Dieskau, Lipp (Nella)                                                  | Erede              | 1975 |

## Premios y distinciones
- 1966: Medalla Nicolai de la Orquesta Filarmónica de Viena
- 1977: Medalla de oro de la Ciutat de Viena
- 1982: Miembro honorario de la Ópera Estatal de Viena
- 2004: Medalla de oro por los servicios prestados al Land de Viena